# 利菲林足球俱乐部

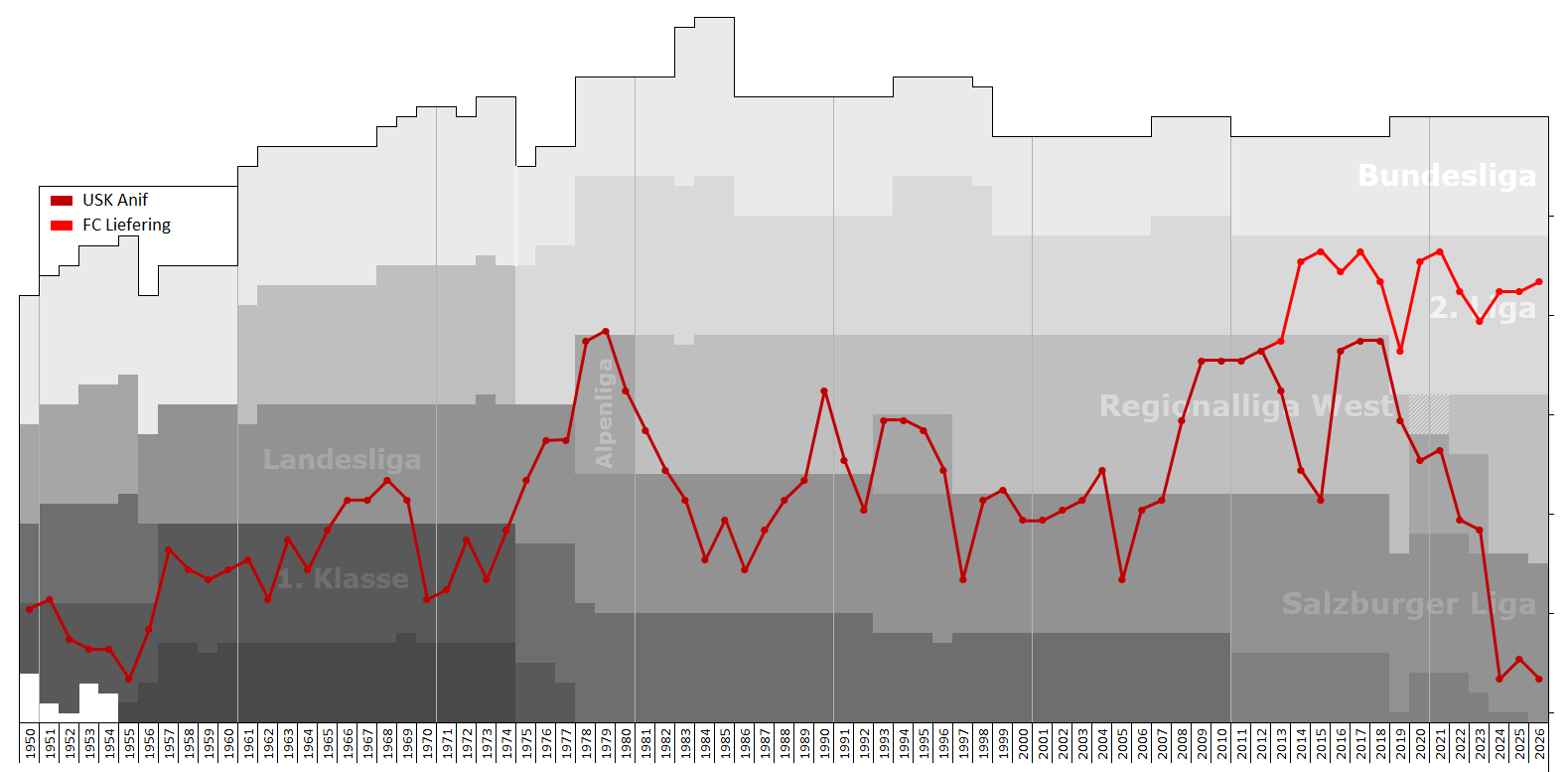
阿尼夫USK和利菲林的历史联赛排名表

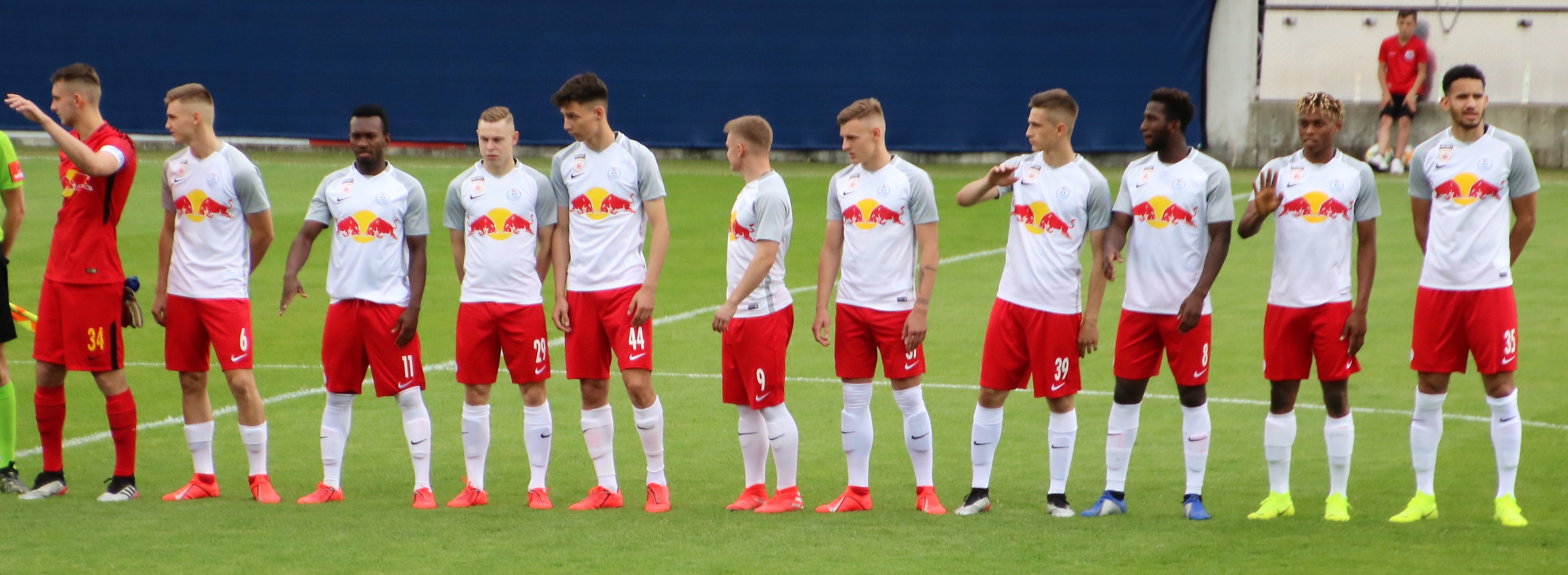
摄于2019年6月1日利菲林与奥地利克拉根福的联赛比赛中，利菲林的赛前列队

利菲林足球俱乐部（德語：FC Liefering），全名利菲林足球俱乐部有限责任公司（德語：FC Liefering GmbH），是一家位于奥地利萨尔茨堡州萨尔茨堡市利菲林的足球俱乐部，目前参加奥地利第二级别联赛奥乙联赛。自2012年起，俱乐部成为了奥超霸主萨尔茨堡红牛的卫星球队。
2011年12月，萨尔茨堡红牛与中部地区联赛球队帕兴FC以及西部地区联赛球队阿尼夫USK（利菲林原名）达成了合作协议。萨尔茨堡青年队主教练杰拉尔德·鲍姆加尔特纳成为了帕兴的新任主教练。此外，一些球员也选择转会前往帕兴俱乐部和阿尼夫俱乐部。2011–12赛季结束后，球队的新教练胡巴拉离开了俱乐部，并成为了格拉茨飓风的新任主教练。利菲林曾经只有少于500人的球迷前往主场观战，在奥甲联赛中持续造成动荡，因此部分球迷认为他们对联赛的经济发展不利。然而，俱乐部一直致力于培养年轻球员，并在2016–17赛季萨尔茨堡红牛夺得U-19欧冠冠军的背后发挥了巨大的作用。

## 历史与赛季
在2012–13赛季前，俱乐部的名称一直是阿尼夫USK（德語：USK Anif）。2012–13赛季，俱乐部正式更名为利菲林足球俱乐部（德語：FC Liefering）。俱乐部经常被称作为利菲林红牛（德語：Red Bull Liefering），因为他们的球衣以及球队颜色与莱比锡RB和萨尔茨堡红牛极其相似。在2012–13赛季中，球队赢得了西部地区联赛冠军，在经历了两场升降级附加赛后，利菲林升级至奥地利第二级别联赛奥乙联赛。
俱乐部目前是奥超球队萨尔茨堡红牛的卫星球队，这也意味着他们无法取得升级资格。在俱乐部更名后的第一年，他们获得了联赛第三。而在2014–15赛季，他们甚至获得了联赛第二名的成绩。
2015年6月，利菲林主教练彼得·蔡德勒离开了球队，去往了萨尔茨堡红牛执教。他的继任者是德国人托马斯·莱奇。蔡德勒在仅仅执教红牛几场比赛后便就黯然下课，而莱奇在这之后也被任命成为了红牛的新任主教练，但也仅仅执教2场比赛。
作为一支卫星球队，俱乐部吸引了很多年轻球员。在接下来的2个赛季中，球队的平均年龄均处于20岁以下。泰特和门萨均从加纳球队转投萨尔茨堡，而他们都选择了加盟利菲林以获得更多的出场时间。沃尔夫与麦塞尔均为红牛青训学院出品，他们也选择了加盟利菲林以获得更多的出场机会。
2016–17赛季，萨尔茨堡红牛U-19获得了U-19欧冠联赛冠军，而大多数成员都曾经效力过利菲林。
| 赛季    | 最终排名 | 进球/失球 | 分数 | 联赛等级 |
| ------- | -------- | --------- | ---- | -------- |
| 2012–13 | 1        | 94:23     | 74   | 三级联赛 |
| 2013–14 | 3        | 72:48     | 57   | 二级联赛 |
| 2014–15 | 2        | 70:55     | 56   | 二级联赛 |
| 2015–16 | 4        | 65:49     | 57   | 二级联赛 |
| 2016–17 | 2        | 58:49     | 60   | 二级联赛 |
| 2017–18 | 5        | 58:44     | 55   | 二级联赛 |
| 2018–19 | 10       | 50:54     | 35   | 二级联赛 |
| 2019–20 | 3        | 73:47     | 53   | 二级联赛 |

## 荣誉
西部地区联赛
- 冠军： 2012–13（英语：2012–13 Austrian Regional Leagues）

阿尔卑斯联赛
- 冠军： 1978–79*

奥丁
- 冠军： 1988–89*

萨尔茨堡联赛
- 冠军： 1988–89*, 1992–93*, 2002–03*, 2006–07*

北方联赛1级
- 冠军： 1965*, 1974*

二等乙级联赛
- 冠军： 1950*

萨尔茨堡杯
- 冠军： 1978*

萨尔茨堡室内杯赛
- 冠军： 1990*, 2001*, 2002*, 2005*, 2009*

*以阿尼夫USK的名称夺得

## 目前的球员名单
最後更新：2020年10月8日
註釋：國旗表示球員在國際足聯資格規則定義的國家隊。球員可能擁有一個以上非國際足聯國籍。
| 號碼 |                      | 位置 | 球員                                |
| ---- | -------------------- | ---- | ----------------------------------- |
| 3    | 奥地利               | 后卫 | 卢卡斯·沃尔纳                       |
| 4    | 奥地利               | 后卫 | 本亚明·博克尔                       |
| 5    | 瑞士                 | 后卫 | 布莱恩·奥科（萨尔茨堡红牛外租）     |
| 6    | 马里                 | 中场 | 马马迪·迪亚姆布（萨尔茨堡红牛外租） |
| 7    | 波斯尼亚和黑塞哥维那 | 后卫 | 阿马尔·德蒂奇                       |
| 8    | 奥地利               | 中场 | 亚历山大·普拉斯                     |
| 13   | 奥地利               | 中场 | 尼古拉斯·塞瓦尔德                   |
| 14   | 奥地利               | 后卫 | 法维安·温德哈格                     |
| 15   | 丹麦                 | 中场 | 莫里茨·克亚尔高（萨尔茨堡红牛外租） |
| 16   | 匈牙利               | 中场 | 萨穆埃尔·马约尔                     |
| 19   | 捷克                 | 前锋 | 安东宁·斯沃博达                     |
| 20   | 奥地利               | 中场 | 托马斯·希斯特尔                     |
| 21   | 斯洛文尼亚           | 前锋 | 本亚明·舍斯科（萨尔茨堡红牛外租）   |

| 號碼 |        | 位置 | 球員                                |
| ---- | ------ | ---- | ----------------------------------- |
| 24   | 加纳   | 中场 | 富尔松·阿曼克瓦（萨尔茨堡红牛外租） |
| 25   | 奥地利 | 前锋 | 埃利亚斯·哈维尔                     |
| 27   | 马里   | 中场 | 马马杜·桑加雷（萨尔茨堡红牛外租）   |
| 28   | 奥地利 | 中场 | 塞巴斯蒂安·埃格纳                   |
| 29   | 奥地利 | 后卫 | 桑德罗-卢卡·莫尔纳尔                |
| 30   | 捷克   | 门将 | 亚当·斯特斯卡                       |
| 32   | 奥地利 | 后卫 | 卢卡斯·伊伯茨伯格                   |
| 34   | 德国   | 门将 | 约纳斯·克鲁姆雷                     |
| 36   | 奥地利 | 后卫 | 贾斯汀·奥莫利吉                     |
| 37   | 马里   | 后卫 | 道乌达·冈多（萨尔茨堡红牛外租）     |
| 39   | 奥地利 | 前锋 | 卢卡·莱斯切尔                       |
| 42   | 奥地利 | 后卫 | 达维德·阿丰格鲁伯                   |
| 45   | 马里   | 中场 | 内内·多尔赫勒斯（萨尔茨堡红牛外租） |

### 外租球员
註釋：國旗表示球員在國際足聯資格規則定義的國家隊。球員可能擁有一個以上非國際足聯國籍。
| 號碼 |        | 位置 | 球員                          |
| ---- | ------ | ---- | ----------------------------- |
|      | 奥地利 | 门将 | 丹尼尔·安托施（外租至霍恩SV） |
|      | 匈牙利 | 前锋 | 萨巴·布克塔（外租至阿尔塔赫） |

| 號碼 |        | 位置 | 球員                               |
| ---- | ------ | ---- | ---------------------------------- |
|      | 奥地利 | 门将 | 基利安·施洛克（外租至格勒迪希）    |
|      | 奥地利 | 中场 | 法比安·温德哈格（外租至阿尼夫USK） |

## 教练组成员
| 职务       | 姓名              |
| ---------- | ----------------- |
| 主教练     | 雷内·奥夫豪瑟     |
| 助理教练   | 帕特里克·莫爾茲   |
| 助理教练   | 托比亞斯·克恩     |
| 守门员教练 | 海因茨·阿尔茨伯格 |